# 월내항
월내항(月內港)은 부산광역시 기장군 장안읍 월내리에 있는 어항이다. 지방어항으로 지정되어 관리하고 있다. 시설관리자는 기장군수이다.

## 어항구역
월내항의 어항구역은 다음과 같다.
- 방파제 기부에서 반경 500m 원내수역(344,500m2)